# Jeffrey Boomhouwer
Jeffrey Boomhouwer (Aalsmeer, 15 de junio de 1988) es un jugador de balonmano holandés que juega de extremo izquierdo en el HV Aalsmeer. Es internacional con la selección de balonmano de los Países Bajos.
Su primer gran campeonato con la selección fue el Campeonato Europeo de Balonmano Masculino de 2020.
Tras marcar 169 goles en el ascenso del TV Emsdetten a la Bundesliga, y después de pasar una temporada más en el equipo de Emsdetten, fichó por el MT Melsungen.

## Clubes
- HV Aalsmeer ( -2010)
- TV Emsdetten (2010-2014)
- MT Melsungen (2014-2018)
- Bergischer HC (2018-2022)
- HV Aalsmeer (2022- )